# Liste der Biografien/Ora
Liste der Biografien |
Portal Biografien |
Personensuche
# |
A |
B |
C |
D |
E |
F |
G |
H |
I |
J |
K |
L |
M |
N |
O |
P |
Q |
R |
S |
T |
U |
V |
W |
X |
Y |
Z |
?
 
Oa |
Ob |
Oc |
Od |
Oe |
Of |
Og |
Oh |
Oi |
Oj |
Ok |
Ol |
Om |
On |
Oo |
Op |
Oq |
Or |
Os |
Ot |
Ou |
Ov |
Ow |
Ox |
Oy |
Oz
 
Ora |
Orb |
Orc |
Ord |
Ore |
Orf |
Org |
Orh |
Ori |
Orj |
Ork |
Orl |
Orm |
Orn |
Oro |
Orp |
Orr |
Ors |
Ort |
Oru |
Orv |
Orw |
Orx |
Ory |
Orz
Die Liste der Biografien führt alle Personen auf, die in der deutschsprachigen Wikipedia einen Artikel haben. Dieses ist eine Teilliste mit 85 Einträgen von Personen, deren Namen mit den Buchstaben „Ora“ beginnt.

## Ora
- Ora, Rita (* 1990), britische Sängerin und SchauspielerinRita Ora (* 1990)

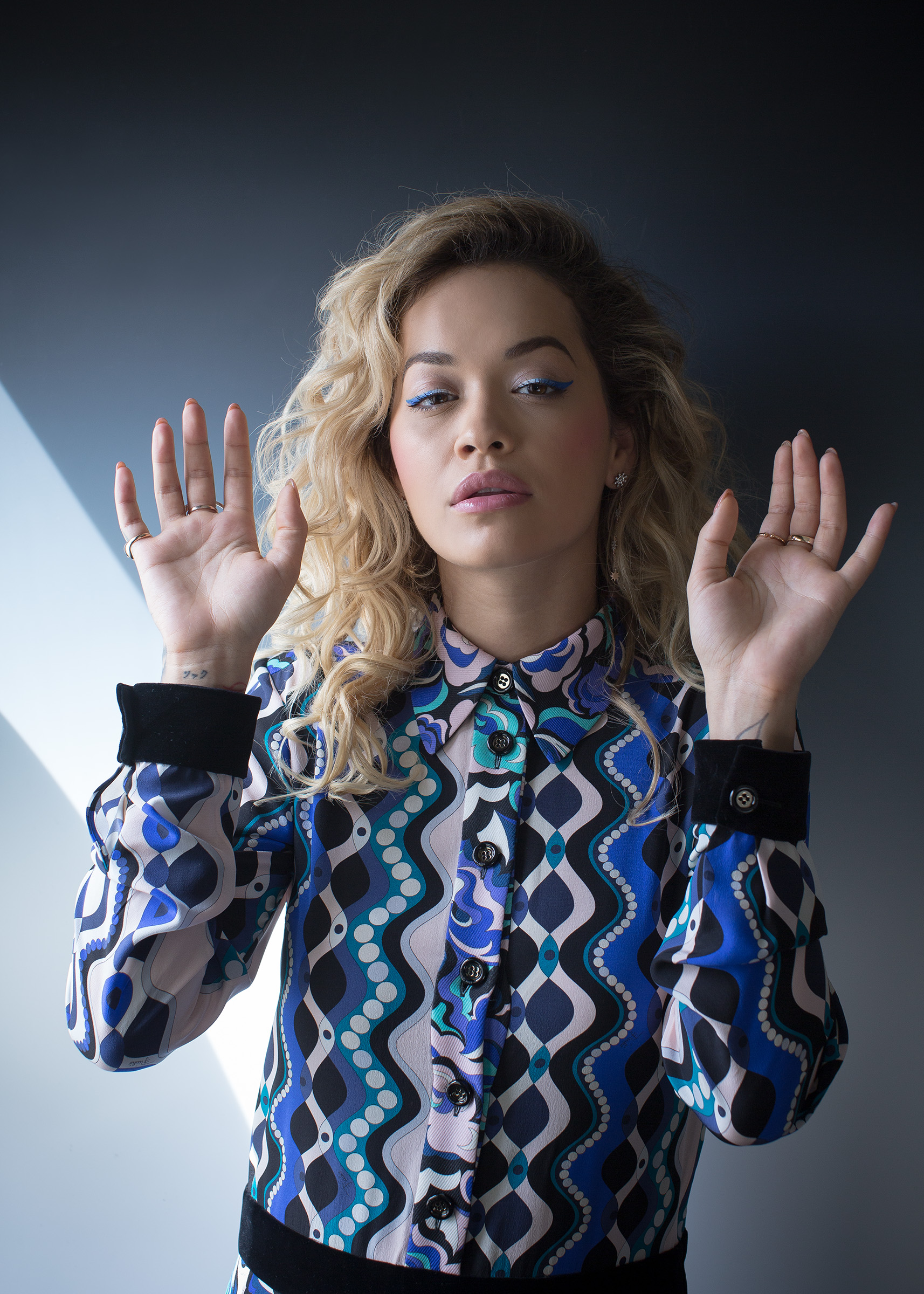
Rita Ora (* 1990)

### Orab
- Orabazes II., Herrscher der Charakene
- Orabi, Ibrahim (1911–1957), ägyptischer Ringer
- Orabi, Muhammad al (* 1951), ägyptischer Diplomat und Politiker
- Orabuena, José (1892–1978), deutsch-jüdischer Schriftsteller
- Oraby, Abdelrahman (* 1987), ägyptischer Boxer

### Orac
- Orac, Costel (* 1959), rumänischer Fußballspieler und -trainer
- Orachowaz, Dimitar (1892–1963), bulgarischer Physiologe

### Orad
- Oradini, Giovanni (* 1997), italienischer Tennisspieler

### Orae
- Oraeus, Heinrich (1584–1646), deutscher reformierter Theologe und Schriftsteller

### Orag
- Orage, Alfred Richard (1873–1934), britischer Schriftsteller, Literaturkritiker, Herausgeber, Lehrer

### Orah
- O’Rahilly, Michael Joseph (1875–1916), irischer Revolutionär
- O’Rahilly, Ronan (1940–2020), irischer Geschäftsmann
- O’Rahilly, Stephen (* 1958), irisch-britischer Biochemiker und Endokrinologe
- O’Rahilly, Thomas Francis (1883–1953), irischer Linguist und Historiker
- Orahovac, Adnan (* 1991), montenegrinischer Fußballspieler
- Orahovac, Sanibal (* 1978), montenegrinischer Fußballspieler

### Orai
- Oraibi, Hamid (* 1941), irakischer Radrennfahrer
- Oraić, Fulgencije (1904–1977), jugoslawischer Trappist und 4. Abt der Trappistenabtei Marija Zvijezda
- O’Raifeartaigh, Lochlainn (1933–2000), irischer Physiker

### Orak
- Orakpo, Brian (* 1986), US-amerikanischer American-Football-Spieler

### Oral
- Oral, Can (* 1965), deutscher Musiker, Labelbetreiber und DJ
- Oral, Cem, deutscher Musiker, Labelbetreiber und Mastering Engineer
- Oral, Mahir (* 1980), deutscher Boxer
- Oral, Nazmiye (* 1969), türkisch-niederländische Schauspielerin, Journalistin und Schriftstellerin
- Oral, Tan (* 1937), türkischer Karikaturist
- Oral, Tomas (* 1973), deutscher FußballtrainerTomas Oral (* 1973)

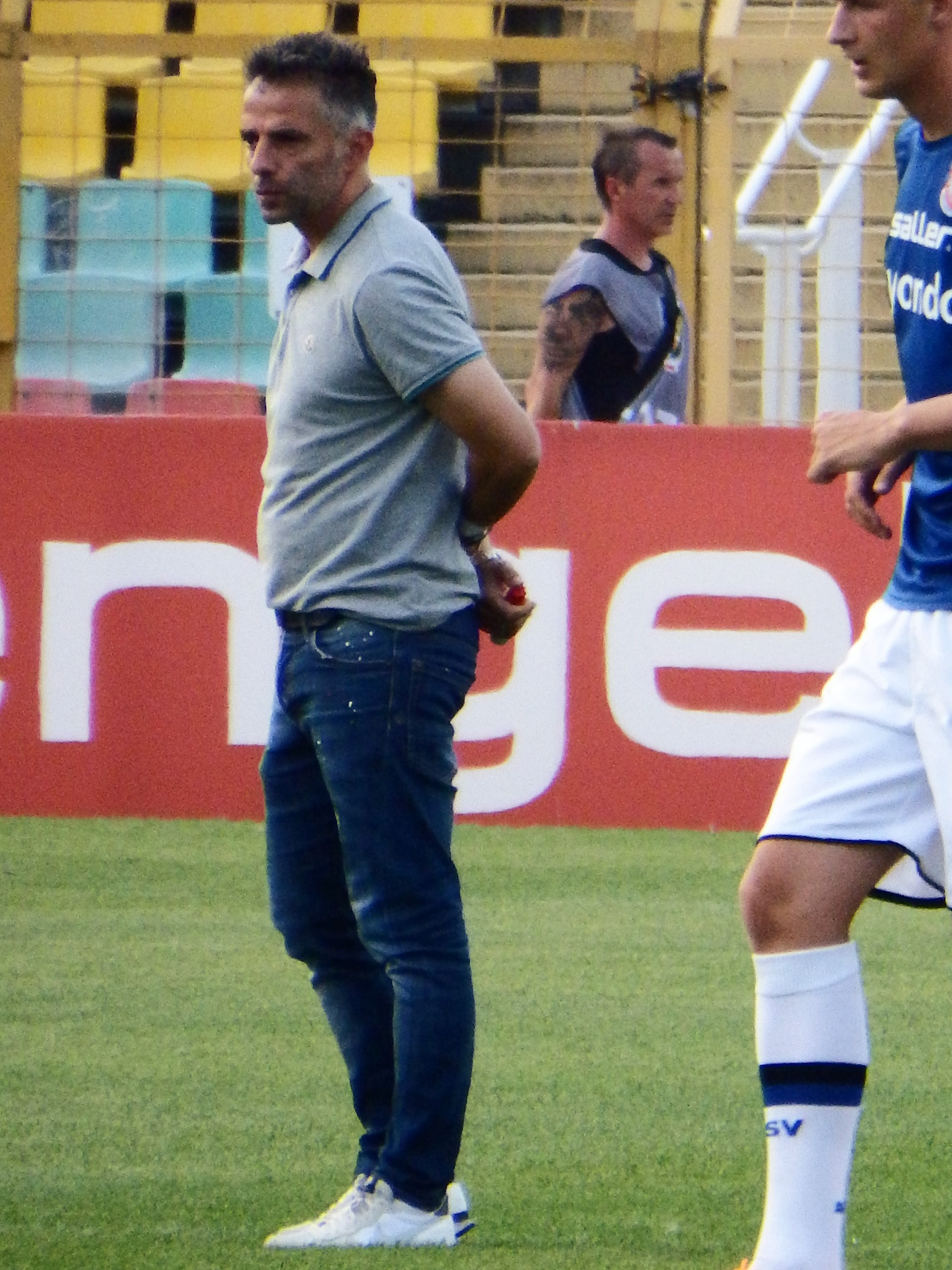
Tomas Oral (* 1973)

- Oral, Tomáš (* 1977), tschechischer Schachgroßmeister
- Oralbai, Nurbek (* 2000), kasachischer Boxer

### Oram
- Oram, Albert, Baron Oram (1913–1999), britischer Lehrer, Politiker und Funktionär
- Oram, Daphne (1925–2003), britische Komponistin (elektronische Musik)
- Oram, James (* 1993), neuseeländischer Radrennfahrer
- Oramas, Ana (* 1959), spanische Politikerin
- Oramas, Faustino (1911–2007), kubanischer Musiker
- Oramo, Sakari (* 1965), finnischer Dirigent
- Oramus, Marek (* 1952), polnischer Schriftsteller

### Oran
- Oran, Ahmet (* 1957), türkisch-österreichischer Maler
- Oran, Baskın (* 1945), türkischer Politiker und Hochschullehrer
- Orán, María (1943–2018), spanische Sängerin und Gesangspädagogin
- Oran, Umut (* 1962), türkischer Textilunternehmer und Politiker
- Oranen, Kalle (1946–2023), niederländischer Fußballspieler
- Orange, Jason (* 1970), britischer Tänzer, Sänger, Theaterschauspieler und ehemaliges Mitglied der Popband Take ThatJason Orange (* 1970)

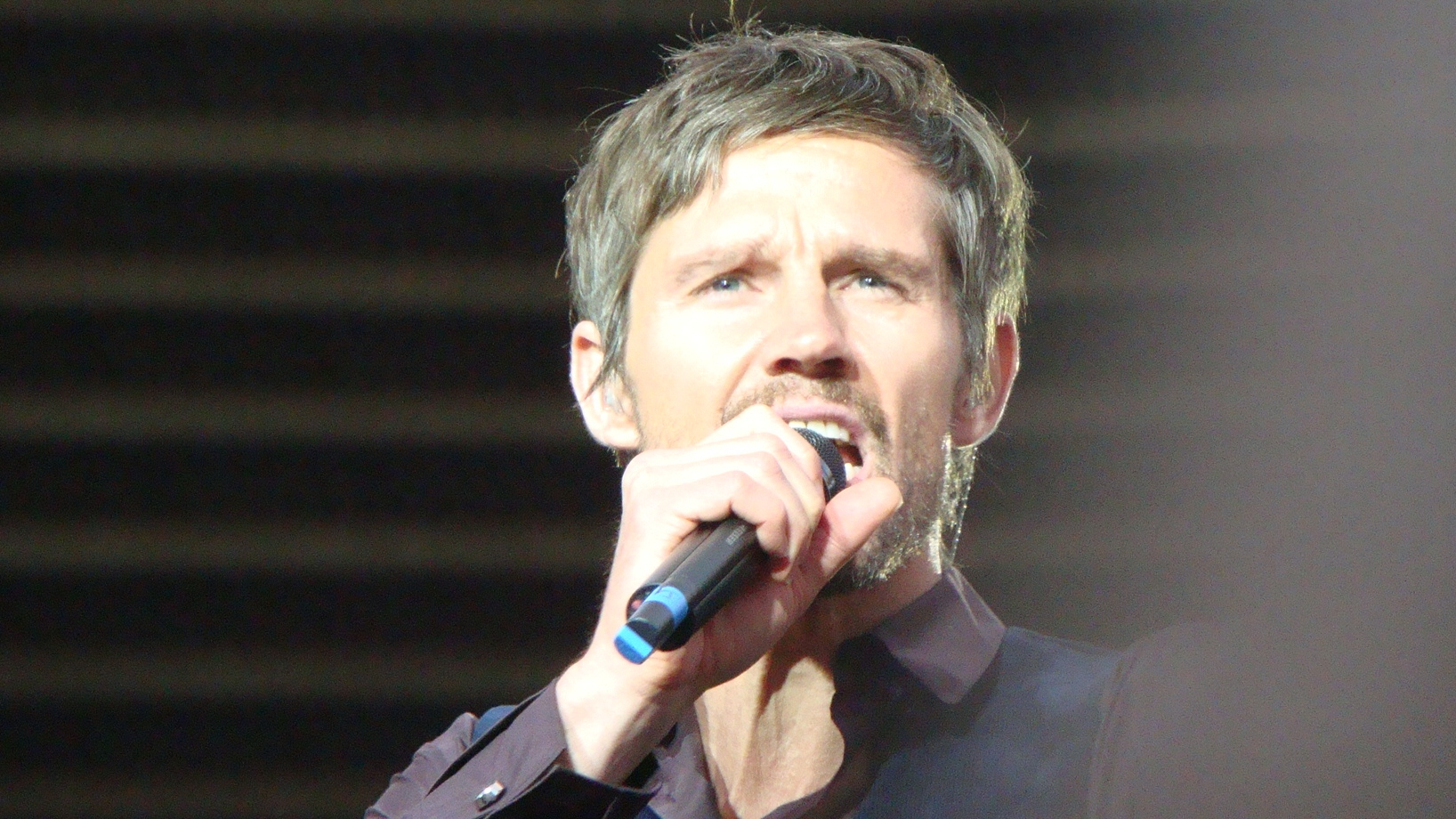
Jason Orange (* 1970)

- Orange, Joseph (* 1941), US-amerikanischer Jazz-Posaunist
- Orange, Sixx (* 2001), US-amerikanische Schauspielerin
- Oranič, Mitja (* 1986), slowenischer Nordischer Kombinierer
- Oranien-Nassau, Heinrich von (1820–1879), Prinz der Niederlande
- Oranien-Nassau, Margriet von (* 1943), niederländische Adelige, Prinzessin der Niederlande, Prinzessin von Oranien-Nassau, Prinzessin zur Lippe-Biesterfeld
- Oranje, Miep (1923–1944), niederländische Widerstandskämpferin und Kollaborateurin
- Oranna, katholische Heilige
- Orano, Roberto Ivan (* 1946), italienischer Kabarettist, Drehbuchautor und Regisseur
- Oransay, Gültekin (1930–1989), türkischer Musikwissenschaftler
- Oranskaia, Tatiana, sowjetisch-russische Indologin
- Orant, Marthe (1874–1957), französische Malerin des Post-Impressionismus
- Orantes, Manuel (* 1949), spanischer TennisspielerManuel Orantes (* 1949)

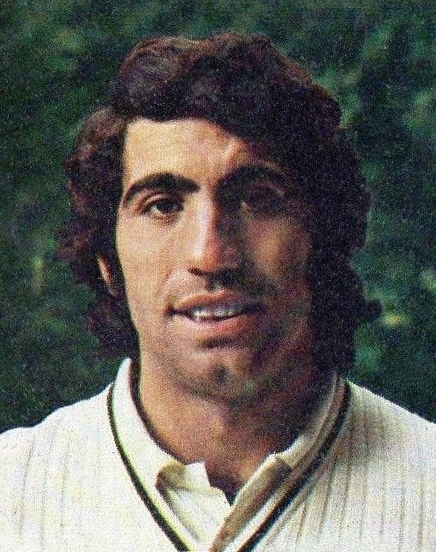
Manuel Orantes (* 1949)

- Orantes, María Cristina (* 1955), salvadorianische Lyrikerin und Juristin

### Orao
- Oraon, Rameshwar (* 1947), indischer Politiker

### Oras
- Oras, Ants (1900–1982), estnischer Literaturwissenschaftler und Übersetzer
- Orasbaqow, Ghalym (* 1964), kasachischer Botschafter
- Oraščanin, Edvin (* 1997), österreichischer Fußballspieler
- Orasch, Matthäus (1846–1913), österreichischer Landwirt und Politiker, Landtagsabgeordneter
- Orasmaa, Johannes (1890–1943), russischer und estnischer Offizier, Generalmajor
- Orasmaa, Mika (* 1976), finnischer Kameramann
- Orasmaa, Sanni (* 1972), finnische Jazzmusikerin (Gesang) und Schauspielerin
- Orasow, Samigholla (* 1957), kasachischer Politiker

### Orav
- Orav, Maria (* 1996), estnische Fußballnationalspielerin
- Orav, Saara (* 2001), estnische Tennisspielerin
- Oravainen, Petri (* 1983), finnischer Fußballspieler
- Oravec, Christopher (* 1981), deutscher Eishockeyspieler und -trainer
- Oravec, Lina, deutsche Musikpädagogin und Hochschullehrerin
- Oravec, Marek (* 1983), österreichischer Bühnen- und FilmschauspielerMarek Oravec (* 1983)

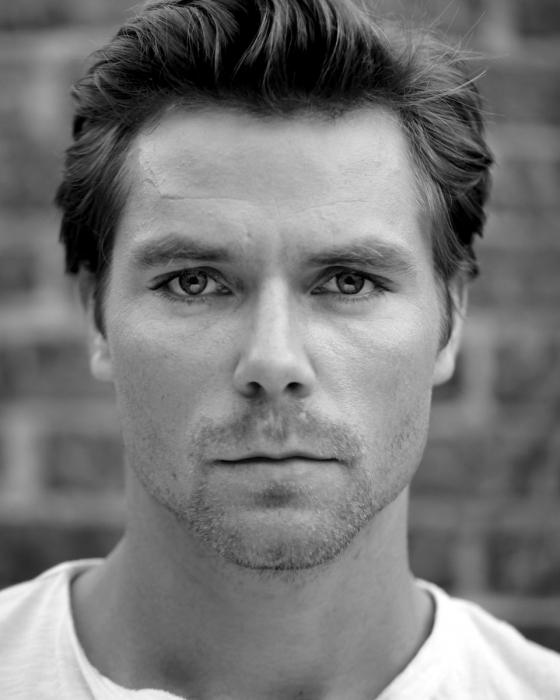
Marek Oravec (* 1983)

- Oravec, Timotej (* 1991), slowakischer Grasskiläufer
- Oravec, Tomáš (* 1980), slowakischer Fußballspieler
- Oravetz, Greg (* 1966), US-amerikanischer Radrennfahrer
- Oravez, Edith (1920–2013), ungarisch-schweizerische Opernsängerin
- Oravin, Max (* 1984), österreichischer Schriftsteller
- Oravsky, Vladimir (* 1947), schwedischer Autor

### Oraw
- O’Rawe, Geraldine (* 1971), nordirische Theater- und Filmschauspielerin

### Oraz
- Oraže, Jakob (1902–1943), slowenischer Widerstandskämpfer
- Oraže, Janez (1925–1943), österreichischer Widerstandskämpfer
- Oraže, Martin (* 1984), österreichischer Eishockeyspieler
- Oraze, Milan (* 1967), österreichischer Fußballspieler und -trainer
- Oražem, Monika (* 1993), slowenische Triathletin
- Orazi, Manuel (1860–1934), italienischer Grafiker des Jugendstils
- Orazow, Hudaýberdi (* 1951), turkmenischer Politiker
- Orazsähedow, Wahyt (* 1992), turkmenischer Fußballspieler